# La Haye-le-Comte
La Haye-le-Comte est une commune française située dans le département de l'Eure en région Normandie.

## Géographie

### Localisation
|                    | Louviers           | Louviers |
| Surville           | La Haye-le-Comte   | Louviers |
| Le Mesnil-Jourdain | Le Mesnil-Jourdain |          |

### Hydrographie
La commune est située dans le bassin Seine-Normandie. Elle est drainée par le cours d'eau 01 de la Tête à Pierre,.

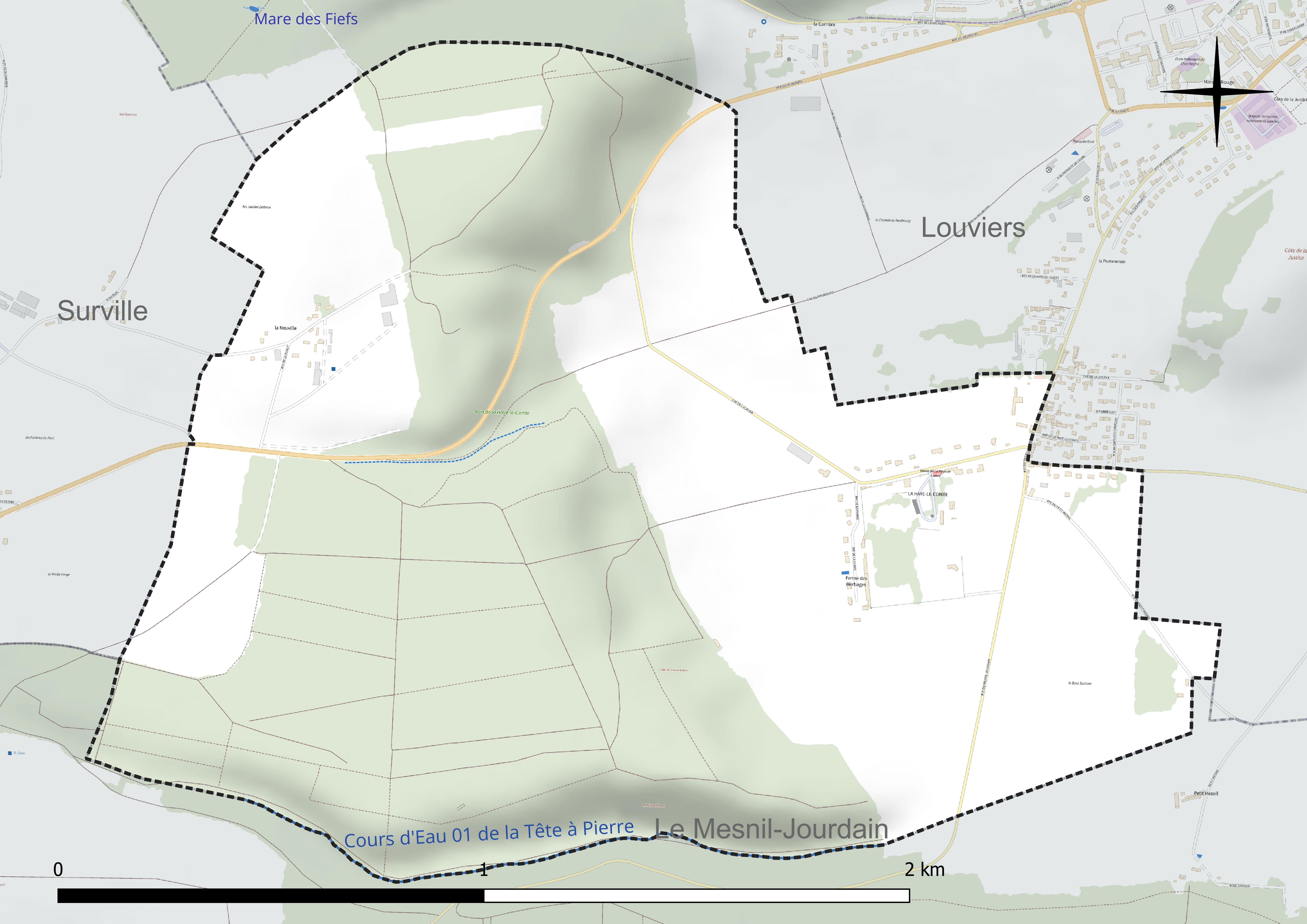
Réseau hydrographique de la Haye-le-Comte.

### Climat
Pour des articles plus généraux, voir Climat de la Normandie et Climat de l'Eure.
En 2010, le climat de la commune est de type climat océanique dégradé des plaines du Centre et du Nord, selon une étude du CNRS s'appuyant sur une série de données couvrant la période 1971-2000. En 2020, Météo-France publie une typologie des climats de la France métropolitaine dans laquelle la commune est exposée à un climat océanique et est dans la région climatique  Côtes de la Manche orientale, caractérisée par un faible ensoleillement (1 550 h/an) ; forte humidité de l’air (plus de 20 h/jour avec humidité relative > 80 % en hiver), vents forts fréquents. Parallèlement le GIEC normand, un groupe régional d’experts sur le climat, différencie quant à lui, dans une étude de 2020, trois grands types de climats pour la région Normandie, nuancés à une échelle plus fine par les facteurs géographiques locaux. La commune est, selon ce zonage, exposée à un « climat des plateaux abrités », correspondant aux plaines agricoles de l’Eure, avec une pluviométrie beaucoup plus faible que dans la plaine de Caen en raison du double effet d’abri provoqué par les collines du Bocage normand et par celles qui s’étendent sur un axe du Pays d'Auge au Perche.
Pour la période 1971-2000, la température annuelle moyenne est de 10,9 °C, avec  une amplitude thermique annuelle de 14,4 °C. Le cumul annuel moyen de précipitations est de 712 mm, avec 11,9 jours de précipitations en janvier et 8 jours en juillet. Pour la période 1991-2020, la température moyenne annuelle observée sur la station météorologique la plus proche, située sur la commune de Louviers à 2 km à vol d'oiseau, est de 11,8 °C et le cumul annuel moyen de précipitations est de 719,5 mm,. Pour l'avenir, les paramètres climatiques de la commune estimés pour 2050 selon différents scénarios d’émission de gaz à effet de serre sont consultables sur un site dédié publié par Météo-France en novembre 2022.

## Urbanisme

### Typologie
Au 1er janvier 2024, La Haye-le-Comte est catégorisée commune rurale à habitat dispersé, selon la nouvelle grille communale de densité à 7 niveaux définie par l'Insee en 2022.
Elle appartient à l'unité urbaine de Louviers, une agglomération intra-départementale dont elle est une commune de la banlieue,. Par ailleurs la commune fait partie de l'aire d'attraction de Louviers, dont elle est une commune de la couronne,. Cette aire, qui regroupe 44 communes, est catégorisée dans les aires de 50 000 à moins de 200 000 habitants,.

### Occupation des sols
L'occupation des sols de la commune, telle qu'elle ressort de la base de données européenne d’occupation biophysique des sols Corine Land Cover (CLC), est marquée par l'importance des forêts et milieux semi-naturels (50,4 % en 2018), une proportion identique à celle de 1990 (50,4 %). La répartition détaillée en 2018 est la suivante : 
forêts (50,4 %), terres arables (46,5 %), zones urbanisées (3,1 %). L'évolution de l’occupation des sols de la commune et de ses infrastructures peut être observée sur les différentes représentations cartographiques du territoire : la carte de Cassini (XVIIIe siècle), la carte d'état-major (1820-1866) et les cartes ou photos aériennes de l'IGN pour la période actuelle (1950 à aujourd'hui).

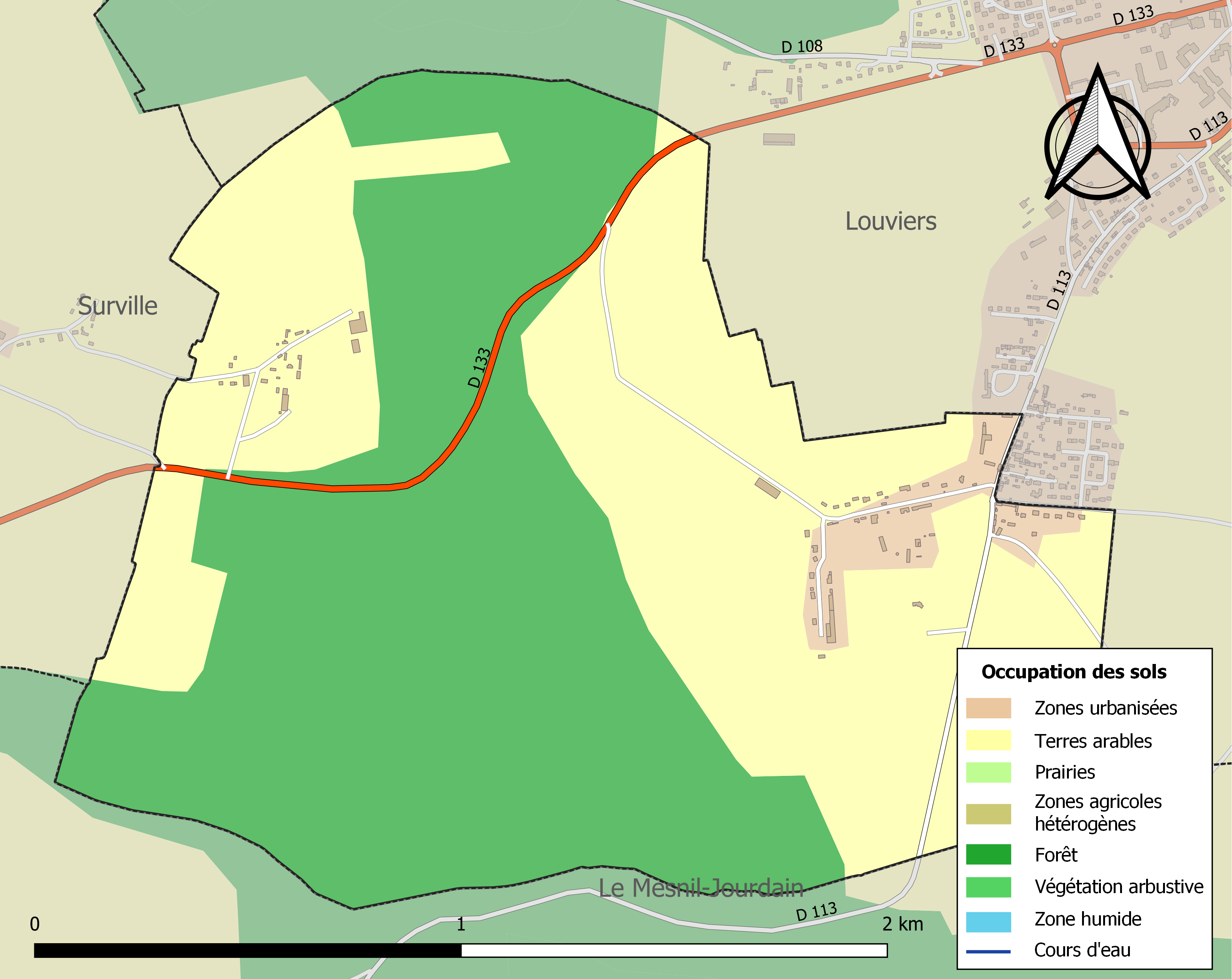
Carte des infrastructures et de l'occupation des sols de la commune en 2018 (CLC).

## Toponymie
Le nom de la localité est attesté sous la forme Haya Comitis en 1225, La Haye le Comte en 1793, La Haye en 1801.
L'appellatif haye > haie a servi à former nombre de toponymes dans la région à l'époque médiévale. On le retrouve notamment dans la Haye-de-Calleville et La Haye-du-Theil.
Le mot haie (jadis haye), d'origine germanique, pouvait prendre le sens de « lisière de forêt » au Moyen Âge.
Le déterminant complémentaire le-Comte pour le Comte de Meulan,, Robert Ier de Meulan.

## Politique et administration
| Période                                  | Période  | Identité           | Étiquette | Qualité  |
| ---------------------------------------- | -------- | ------------------ | --------- | -------- |
| Les données manquantes sont à compléter. |          |                    |           |          |
| 1922                                     | 1955     | Jean Auger         |           |          |
| Les données manquantes sont à compléter. |          |                    |           |          |
| mars 2001                                | 2014     | Jean-Pierre Auger  | DVG       |          |
| mars 2014                                | En cours | Alexandre Delacour | DVD       | Retraité |

## Démographie
L'évolution du nombre d'habitants est connue à travers les recensements de la population effectués dans la commune depuis 1800. Pour les communes de moins de 10 000 habitants, une enquête de recensement portant sur toute la population est réalisée tous les cinq ans, les populations de référence des années intermédiaires étant quant à elles estimées par interpolation ou extrapolation. Pour la commune, le premier recensement exhaustif entrant dans le cadre du nouveau dispositif a été réalisé en 2008.

En 2022, la commune comptait 145 habitants, en évolution de +3,57 % par rapport à 2016 (Eure : −0,25 %, France hors Mayotte : +2,11 %).
| 1800 | 1806 | 1821 | 1831 | 1836 | 1841 | 1846 | 1851 | 1856 |
| ---- | ---- | ---- | ---- | ---- | ---- | ---- | ---- | ---- |
| 46   | 40   | 63   | 41   | 48   | 53   | 56   | 42   | 47   |

| 1861 | 1866 | 1872 | 1876 | 1881 | 1886 | 1891 | 1896 | 1901 |
| ---- | ---- | ---- | ---- | ---- | ---- | ---- | ---- | ---- |
| 53   | 52   | 45   | 42   | 42   | 52   | 50   | 63   | 34   |

| 1906 | 1911 | 1921 | 1926 | 1931 | 1936 | 1946 | 1954 | 1962 |
| ---- | ---- | ---- | ---- | ---- | ---- | ---- | ---- | ---- |
| 41   | 32   | 25   | 44   | 54   | 49   | 55   | 49   | 41   |

| 1968 | 1975 | 1982 | 1990 | 1999 | 2006 | 2008 | 2013 | 2018 |
| ---- | ---- | ---- | ---- | ---- | ---- | ---- | ---- | ---- |
| 52   | 38   | 64   | 79   | 115  | 119  | 120  | 130  | 135  |

| 2022 | - | - | - | - | - | - | - | - |
| ---- | - | - | - | - | - | - | - | - |
| 145  | - | - | - | - | - | - | - | - |

## Culture locale et patrimoine

### Lieux et monuments

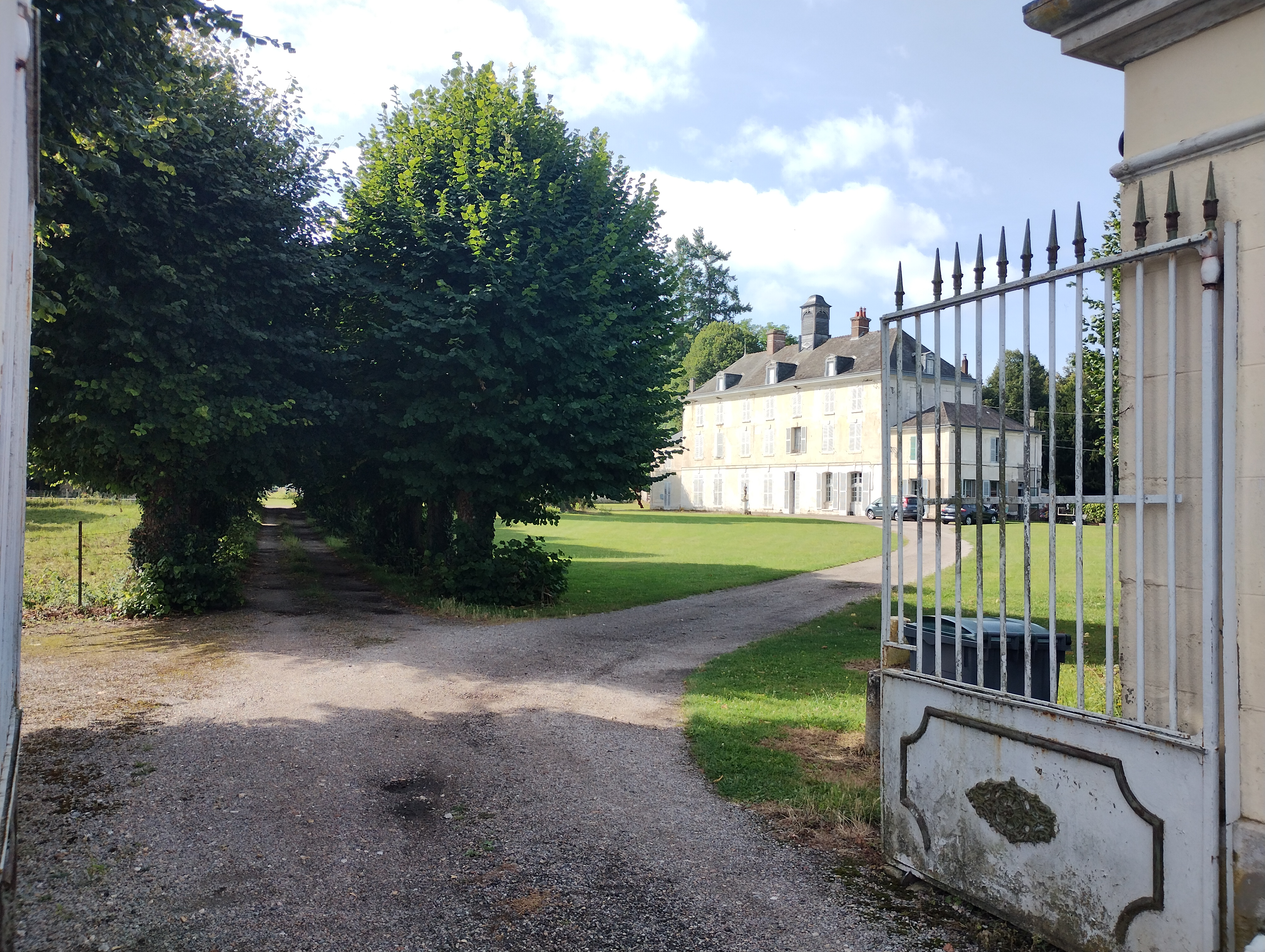
Château près de la mairie de La Haye-le-Comte

- Château des XVIIe et XIXe siècles et son pigeonnier du XVIe ou XVIIe siècle, bâti à l'emplacement d'un ancien château fort construit pour un Galéran de Meulan[25].
- Ancien prieuré de chanoines réguliers Notre-Dame, Saint-Thibault, des XIIIe et XVIIIe siècles[26].
- Chapelle Notre-Dame (1922), d'origine privée, est un bien communal depuis le 24 avril 2015. Elle comporte une cuve baptismale en pierre, de la fin du XVIe siècle, classée au titre d'objet monument historique[27]

### Héraldique
|  | Les armes de la ville se blasonnent ainsi : coupé d’argent et de sable à la licorne saillante de l’un en l’autre. |